# Otmice
Otmice (dodatkowa nazwa w j. niem. Ottmütz) – wieś w Polsce położona w województwie opolskim, w powiecie strzeleckim, w gminie Izbicko.
W latach 1975–1998 miejscowość administracyjnie należała do ówczesnego województwa opolskiego.
W miejscowości jest stacja kolejowa Otmice.

## Plebiscyt i powstanie
W 1910 roku 402 mieszkańców mówiło w języku polskim, natomiast 41 osób posługiwało się językiem niemieckim. W wyborach komunalnych w listopadzie 1919 roku 82 głosy oddano na kandydatów z list polskich, którzy zdobyli łącznie 5 z 9 mandatów. Podczas plebiscytu we wsi uprawnionych do głosowania było 262 mieszkańców (w tym 28 emigrantów). Za Polską głosowało 140 osób, za Niemcami 120 osób. W 1921 r. mieszkańcy założyli tu oddział Towarzystwa Gimnastycznego „Sokół”. Podczas III powstania śląskiego miejscowość 7 maja została zajęta przez wojska powstańcze. 22-23 maja, przy okazji niemieckiego natarcia w kierunku Góry św. Anny, w Otmicach toczyły się zacięte walki. Wieś została ostatecznie zdobyta przez Niemców 31 maja, przy okazji ofensywy na Strzelce Opolskie.

## Zabytki

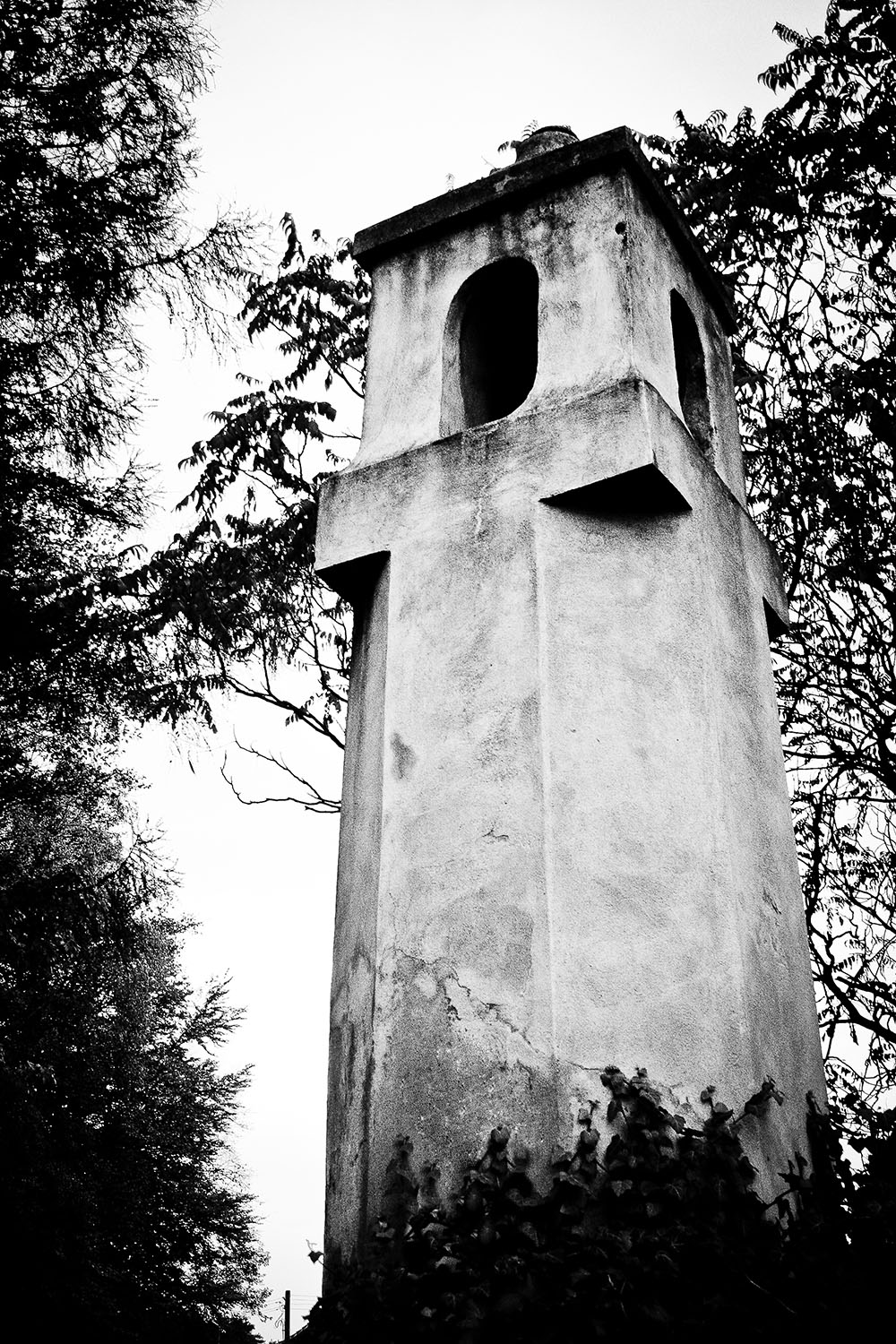
Wieża w miejscowości

Do wojewódzkiego rejestru zabytków wpisany jest:
- zespół folwarczny, z poł. XIX w.:
  - obora
  - wozownia i spichlerz
  - budynek gospodarczy.